# 塞克迈巴扎尔
塞克迈巴扎尔（Sekmai Bazar），是印度曼尼普尔邦西因帕尔县的一个城镇。总人口4325（2001年）。

## 人口
该地2001年总人口4325人，其中男性2143人，女性2182人；0—6岁人口626人，其中男328人，女298人；识字率65.57%，其中男性为71.82%，女性为59.44%。